# Europeans United for Democracy
Europeans United for Democracy – europejska partia polityczna o profilu eurosceptycznym, zrzeszająca partie polityczne, organizacje i członków indywidualnych, początkowo funkcjonująca pod nazwą EUDemocrats.
Ugrupowanie powstało w 2005, określa się jako paneuropejski sojusz eurorealistów, niezależny od ideologicznego podziału na lewicę i prawicę. W 2006 partia stała się europartią uznawaną przez Unię Europejską, co wiązało się z otrzymywaniem grantów na finansowanie działalności. Funkcję przewodniczącego obejmowali kolejno: Jens-Peter Bonde, Sören Wibe i Patricia McKenna.
Do ugrupowania dołączyły m.in. duński Ruch Ludowy przeciw UE, francuski ruch Powstań Republiko i szwedzka Lista Czerwcowa. W 2017 działalność partii zanikła.